# Alan Jones (Schlagzeuger)
Alan Jones (* 4. August 1962 in Longview, Washington) ist ein amerikanischer Schlagzeuger des Modern Jazz, der zeitweise in Europa lebte.

## Leben und Wirken
Jones verbrachte seine Kindheit in Portland (Oregon), wo er mit sechs Jahren Gitarre und Schlagzeug lernte. Er beschäftigte sich früh mit Jazz, erhielt Unterricht durch lokale Musiker und ging mit 16 Jahren mit dem Organisten Count Dutch und Jim Pepper auf Tournee. Ab 1980 studierte er am Berklee College of Music bei Alan Dawson und nahm zwei Mal an der Sommerschule des Banff Center for the Fine Arts teil; auch hatte er Unterricht bei Art Blakey. Er wurde Mitglied der New Yorker Jazzszene und arbeitete mit Andrew Hill, John Abercrombie, John Clayton, Cecil Taylor, Randy Brecker, Dave Liebman, George Cables und Lee Konitz. Wiederholt ging er mit Phil Dwyer und David Friesen auf Tournee. Seit 1988 lebte er in Europa, zunächst in Wien und Paris. Mit Andy Middleton, Paul Imm und François Théberge gründete die Band The Fensters und spielte mit Kenny Wheeler, Miroslav Vitouš sowie David Friesen und Uwe Kropinski. Zurück in Portland gründete er 1996 eine eigene Formation, die mehrere Alben vorlegte, für die er auch komponierte. Zwischen 2005 und 2007 lebte er in Deutschland, wo er auch mit den Gruppen von Olaf Polziehn, Jochen Feucht und Peter Bolte spielte. Seit 2008 lebte er wieder in Portland, wo er einen eigenen Jazzclub gründete. Weiterhin trat er mit Esperanza Spalding auf und tourte mit Phil Dwyer, Seamus Blake, Ingrid Jensen, Jon Ballantyne und Tom Wakeling. Auch ist er auf Alben von David Friesen, Wayne Darling, Gordon Lee, Andy Middleton, Peter Bolte, Olaf Polziehn und Remy Filipovitch zu hören.
Daneben lehrte er an der Portland State University und gründete die Alan Jones Academy of Music.

## Diskographische Hinweise
- Unsafe (1998, mit John Gross, Warren Rand, Paul Mazzio, Randy Porter, Dan Schulte)
- Spirits (2001, mit Gary Versace, David Friesen, Rob Davis, Jay Thomas, Janet Chvatal, Kamau Sadiki)
- Leroy Vinnegar Suite (2003, mit John Gross, Warren Rand, Paul Mazzio, Randy Porter, Dan Schulte, Leroy Vinnegar)
- Let Me Tell You About My Day (2006, mit Phil Dwyer, Rodney Whitaker)
- Alan Jones & Francois Théberge Another View (2011, mit Marilyn Keller, Rebecca Kilgore, Dan Tepfer, Tom Wakeling, Glen Moore, Ja'tik Clark, Dan Balmer, John Gross, Lars Campbell, Tim Bryson, John Moak, Jon Ramm-Gramenz, Matt Warming, Ian Kerr, Erin Winemiller, Mattie Kaiser, Jeremy Genet, Anne-Sophie Libra)
- Storyline (2015, mit Charles Porter, John Nastos, Nicole Glover, Greg Goebel, Jonathan Lakey)